# Rio Toran
Le Rio Toran est une rivière du Val d'Aran en Espagne, elle prend naissance dans les Pyrénées espagnole. C'est un affluent de la Garonne.

## Géographie
De 12,5 km de longueur, le Rio Toran est une rivière qui prend sa source dans les Pyrénées et se jette dans la Garonne en rive droite à Canejan.

## Principal affluent
- Le Rio Caurilla : 3,9 km
- Le Rio Peirabon : 4,7 km